# Nokia 3210
Le Nokia 3210 est un téléphone cellulaire lancé en 1999. Un certain nombre de fonctions alors exclusives, telles que l'antenne intégrée et le dictionnaire d'écriture intuitive T9 lui ont permis de connaître un important succès de par le monde, 160 millions d'exemplaires ayant été vendus,, ce qui en fait un des téléphones les plus vendus, devant son successeur en 2000 le Nokia 3310. Le 3210 a été aussi un des premiers téléphones mobiles à conquérir les jeunes, de par son prix attractif. Ses trois jeux (Snake, Memory et Rotation), la possibilité de personnaliser ses sonneries et de changer la coque ont encore fait grandir sa popularité.
Le Nokia 5210 est une version pour aventurier avec une coque incassable et une protection contre les éclaboussures.

## Interface utilisateur
Après une pression prolongée sur le bouton d'alimentation, il vous demandera le code PIN. Ensuite l'interface principale apparaîtra ; celle-ci affiche la qualité de réception réseau, la charge de batterie restante, évaluée sur quatre niveaux et le nom de l'opérateur. 
Le menu comprend :
1. Contacts
2. Messages
3. Historique
4. Configuration
5. Redirection téléphonique
6. Jeux
7. Calculatrice
8. Horloge
9. Sonneries
10. Mes services (dépend de la carte SIM)[4]